# 長野県道206号南小河内伊那松島停車場線

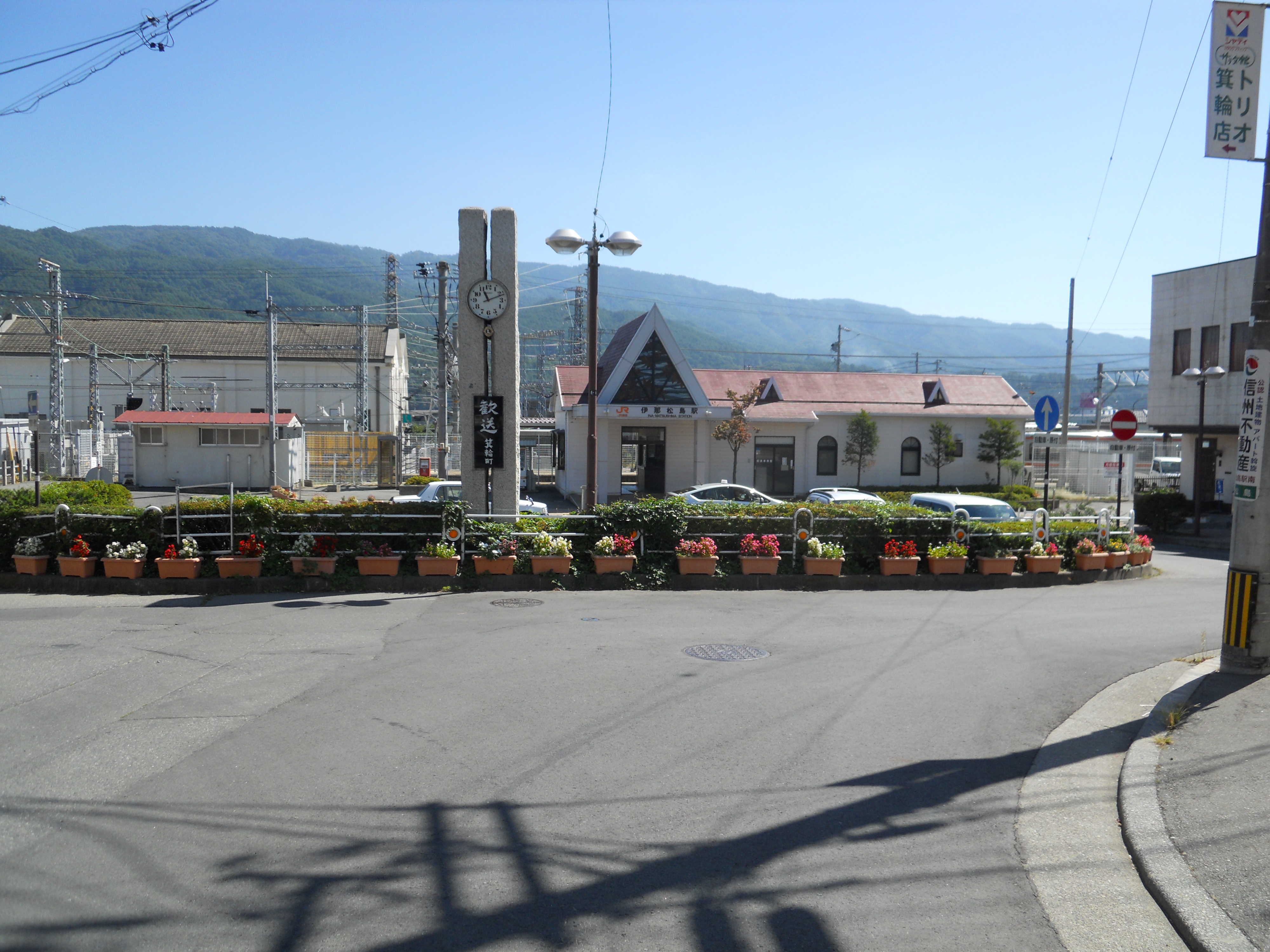
伊那松島駅

長野県道206号南小河内伊那松島停車場線（ながのけんどう206ごう みなみおごちいなまつしまていしゃじょうせん）は、長野県上伊那郡箕輪町を走る一般県道。
起点から箕輪町の追分交差点までは、岡谷と伊那を結ぶ岡谷街道を踏襲したものであり、追分交差点で伊那街道（国道153号）と合流する。

## 概要

### 路線データ
- 起点：上伊那郡箕輪町大字東箕輪（宮下交差点、長野県道19号伊那辰野停車場線交点）
- 終点：JR東海 飯田線 伊那松島駅

## 交差する道路
- 長野県道19号伊那辰野停車場線
- 箕輪バイパス
- 国道153号 (追分交差点)

## 周辺
- 天竜川
- 飯田線 沢駅